# Liste der Baudenkmäler in Kirchensittenbach
Auf dieser Seite sind die Baudenkmäler in der mittelfränkischen Gemeinde Kirchensittenbach zusammengestellt. Diese Tabelle ist eine Teilliste der Liste der Baudenkmäler in Bayern. Grundlage ist die Bayerische Denkmalliste, die auf Basis des Bayerischen Denkmalschutzgesetzes vom 1. Oktober 1973 erstmals erstellt wurde und seither durch das Bayerische Landesamt für Denkmalpflege geführt wird. Die folgenden Angaben ersetzen nicht die rechtsverbindliche Auskunft der Denkmalschutzbehörde.
 Diese Liste gibt den Fortschreibungsstand vom 15. April 2020 wieder und enthält 68 Baudenkmäler.

## Baudenkmäler nach Gemeindeteilen

### Algersdorf
| Lage                    | Objekt                   | Beschreibung | Akten-Nr.              | Bild           |
| ----------------------- | ------------------------ | --- | ---------------------- | -------------- |
| Algersdorf 5 (Standort) | Bauernhaus               | eingeschossiger Steildachbau mit Fachwerkgiebel, 18. Jahrhundert | D-5-74-135-18          | weitere Bilder |
| Algersdorf 7 (Standort) | Ehemaliges Wohnstallhaus | eingeschossiger Steildachbau mit Fachwerkgiebel, 18. Jahrhundert, einseitig aufgestockt, wohl Ende 19. Jahrhundert/Anfang 20. Jahrhundert Nebengebäude: Fachwerkgiebel, 19. Jahrhundert | D-5-74-135-20 Wikidata | weitere Bilder |
| Algersdorf 8 (Standort) | Nebengebäude             | Nebengebäude eines früheren Wohnstallhauses: langgestreckter Fachwerkbau, Ende 19. Jahrhundert                                                                                          | D-5-74-135-21 Wikidata | BW             |

### Aspertshofen
| Lage                       | Objekt                        | Beschreibung | Akten-Nr.              | Bild |
| -------------------------- | ----------------------------- | --- | ---------------------- | ---- |
| Aspertshofen 1 (Standort)  | Bauernhaus                    | Zweigeschossiger Satteldachbau mit Fachwerkobergeschoss und -giebel, 18. Jahrhundert Backofen: kleiner Satteldachbau, Mitte 19. Jahrhundert                                                                                                  | D-5-74-135-23 Wikidata | BW   |
| Aspertshofen 5 (Standort)  | Ehemaliges Wirtshaus          | Eingeschossiger Steildachbau mit Fachwerkgiebel, 18. Jahrhundert Scheune: Fachwerkbau mit Steilsatteldach, 18. Jahrhundert | D-5-74-135-24 Wikidata | BW   |
| Aspertshofen 7 (Standort)  | Wohnstallhaus                 | Eingeschossiger Steildachbau mit verputztem Fachwerkgiebel, zum Teil verputzter Blockbau, 18. Jahrhundert Scheune: zweigeschossiger Satteldachbau mit Sandsteinquadererdgeschoss, Obergeschoss und Giebel in Fachwerk, Mitte 19. Jahrhundert | D-5-74-135-25 Wikidata | BW   |
| Aspertshofen 9 (Standort)  | Ehemaliges Gemeindehirtenhaus | Eingeschossiger Massivbau mit Fachwerkgiebel, 1909, mit jüngerem Anbau | D-5-74-135-77 Wikidata | BW   |
| Aspertshofen 10 (Standort) | Scheune                       | Zugehörige große Scheune, Obergeschoss und Giebel Fachwerk, 18. Jahrhundert | D-5-74-135-26 Wikidata | BW   |
| Aspertshofen 16 (Standort) | Wohnhaus                      | Eingeschossiger, verputzter Fachwerkbau mit Satteldach und Blockbohlenstube, 17./18. Jahrhundert | D-5-74-135-27 Wikidata | BW   |
| Aspertshofen 18 (Standort) | Ehemaliges Wohnstallhaus      | Stattlicher zweigeschossiger Satteldachbau mit Fachwerkobergeschoss und -giebel, 18. Jahrhundert | D-5-74-135-28 Wikidata | BW   |
| Aspertshofen 19 (Standort) | Ehemaliges Wohnstallhaus      | Eingeschossiger Steildachbau mit verputztem Fachwerkgiebel, 18. Jahrhundert Scheune: zweigeschossiger Satteldachbau mit Fachwerkobergeschoss und -giebel, 18./19. Jahrhundert                                                                | D-5-74-135-29 Wikidata | BW   |

### Dietershofen
| Lage                                       | Objekt                              | Beschreibung | Akten-Nr.              | Bild                                |
| ------------------------------------------ | ----------------------------------- | --- | ---------------------- | ----------------------------------- |
| Dietershofen 5 (Standort)                  | Ehemaliges Wohnstallhaus            | Eingeschossiger Fachwerkbau, 18. Jahrhundert; beiderseitiger Anbau, 19. Jahrhundert | D-5-74-135-30 Wikidata | weitere Bilder                      |
| Dietershofen 6; In Dietershofen (Standort) | Wohnstallhaus                       | Eingeschossiger Steilsatteldachbau mit Fachwerk-Zwerchhäusern, dendrochronologisch datiert um 1745, Zwerchhäuser Anfang 20. Jahrhundert und um 1920 Scheune: eingeschossiger Fachwerkbau mit Steilsatteldach und Trockenluken, nach 1831 | D-5-74-135-31 Wikidata | BW                                  |
| Dietershofen 7 (Standort)                  | Ehemalige Wasserstation/Pumpstation | Zweigeschossiger Frackdachbau mit massiver Werkhalle im Erdgeschoss, Fachwerkobergeschoss und dreigeschossigem Eckturm mit Haubendach, 1909/1910; mit Maschinenausstattung                                                               | D-5-74-135-78 Wikidata | Ehemalige Wasserstation/Pumpstation |
| Dietershofen 10 (Standort)                 | Ehemaliges Wohnstallhaus            | Zweigeschossiger Satteldachbau mit Fachwerkobergeschoss und -giebel, zweite Hälfte 19. Jahrhundert | D-5-74-135-32 Wikidata | weitere Bilder                      |
| Dietershofen 12 (Standort)                 | Kleinhaus                           | Eingeschossiger Satteldachbau mit Fachwerkgiebel, 18. Jahrhundert | D-5-74-135-34          | BW                                  |

### Entmersberg
| Lage                     | Objekt        | Beschreibung                                                                       | Akten-Nr.              | Bild |
| ------------------------ | ------------- | ---------------------------------------------------------------------------------- | ---------------------- | ---- |
| Entmersberg 2 (Standort) | Wohnstallhaus | Zweigeschossiger Steildachbau, Obergeschoss und Giebel Fachwerk, bezeichnet „1886“ | D-5-74-135-36 Wikidata | BW   |

### Hillhof
| Lage                 | Objekt                   | Beschreibung                                                                | Akten-Nr.              | Bild |
| -------------------- | ------------------------ | --------------------------------------------------------------------------- | ---------------------- | ---- |
| Hillhof 1 (Standort) | Ehemaliges Wohnstallhaus | Stattlicher zweigeschossiger Kalksteinbau mit Satteldach, bezeichnet „1858“ | D-5-74-135-38 Wikidata | BW   |

### Hohenstein
| Lage | Objekt                   | Beschreibung | Akten-Nr.                        | Bild           |
| --- | ------------------------ | --- | -------------------------------- | -------------- |
| Burgruine Hohenstein; In Hohenstein (Standort)                                                                         | Burgruine                | Burgruine, im Kern 12./13. Jahrhundert, ausgebrannt 1553 und 1590, teilweise wiederhergestellt: - Palas: dreigeschossiger Massivbau mit Walmdach und Dachreiter, erneuert im späten 19. Jahrhundert | D-5-74-135-39 Wikidata           | weitere Bilder |
| Burgruine Hohenstein; In Hohenstein (Standort)                                                                         | Kapelle                  | dreigeschossiger Massivbau mit Satteldach, romanisches Chorgewölbe, 1. Hälfte 13. Jahrhundert, Langhausgewölbe 17. Jahrhundert                                                                      | D-5-74-135-39 zugehörig Wikidata | weitere Bilder |
| Burgruine Hohenstein; In Hohenstein (Standort)                                                                         | Befestigungsmauer        | umlaufende, zum Teil mächtige Steinquadermauer mit Stützpfeilern, 16./17. Jahrhundert | D-5-74-135-39 zugehörig Wikidata | weitere Bilder |
| Hohenstein 2 a; Hohenstein 2 b; Hohenstein 2 c; Hohenstein 2 d; Hohenstein 2 e; nördlich unterhalb der Burg (Standort) | Ehemaliges Pflegerhaus   | Langgestreckter zweigeschossiger Massivbau mit Satteldach, 1553, Ausbau nach Brand 1590 | D-5-74-135-40 Wikidata           | weitere Bilder |
| Hohenstein 23 (Standort)                                                                                               | Ehemaliges Wohnstallhaus | Zweigeschossiger Steildachbau mit Fachwerkobergeschoss und -giebel, bezeichnet „1823“, im Kern 18. Jahrhundert                                                                                      | D-5-74-135-43 Wikidata           | BW             |

### Kirchensittenbach
| Lage                                                              | Objekt                                               | Beschreibung | Akten-Nr.              | Bild                     |
| ----------------------------------------------------------------- | ---------------------------------------------------- | --- | ---------------------- | ------------------------ |
| Am Ziegelholz 4 (Standort)                                        | Wohnstallhaus                                        | Zweigeschossiger Satteldachbau mit Sandsteinquadererdgeschoss sowie Fachwerkobergeschoss und -giebel, 18. Jahrhundert, nach Westen erweitert nach 1831 | D-5-74-135-1 Wikidata  | BW                       |
| Auweg 5 (Standort)                                                | Scheune                                              | Massivbau mit Steilsatteldach und verputztem Fachwerkgiebel, 17./18. Jahrhundert | D-5-74-135-2 Wikidata  | BW                       |
| Dorfstraße 2 (Standort)                                           | Wohnhaus mit Schmiede                                | Eingeschossiger Massivbau mit Steilsatteldach, Fachwerkgiebeln und Zwerchhaus mit Satteldach, an der südlichen Giebelseite Beschlagbrücke, 18. Jahrhundert, Zwerchhaus 2. Hälfte 19. Jahrhundert Scheune: Fachwerkbau mit Steilsatteldach, 18. Jahrhundert | D-5-74-135-83          | BW                       |
| Dorfstraße 5 (Standort)                                           | Gasthaus                                             | Zweigeschossiger giebelständiger Kalksteinbau mit Steilsatteldach mit Schopf und Putzgliederung, bezeichnet „1748“ | D-5-74-135-3 Wikidata  | weitere Bilder           |
| Dorfstraße 9 (Standort)                                           | Wohnstallhaus                                        | Eingeschossiger Kalksteinbau mit Steildach und Fachwerkgiebel, dendrochronologisch datiert 1824 | D-5-74-135-4 Wikidata  | BW                       |
| Hauptstraße 9 (Standort)                                          | Scheune                                              | Massivbau mit Steilsatteldach und Fachwerkgiebel, 18. Jahrhundert, erneuert | D-5-74-135-5 Wikidata  | BW                       |
| Hauptstraße 17 (Standort)                                         | Wohnstallhaus                                        | eingeschossiger Massivbau mit Steilsatteldach, vor 1831 | D-5-74-135-6 Wikidata  | BW                       |
| Hauptstraße 19 (Standort)                                         | Ehemaliges Wohnstallhaus                             | Breit gelagerter eingeschossiger Satteldachbau, Anfang 19. Jahrhundert Scheune: Fachwerkbau mit Steildach, Anfang 18. Jahrhundert | D-5-74-135-7 Wikidata  | BW                       |
| Kirchplatz 1 (Standort)                                           | Evangelisch-Lutherische Pfarrkirche St. Bartholomäus | Gotischer Saalbau mit Satteldach, eingezogenem Chor und Querhaus, Westturm mit Spitzhelm, einschiffig, 15. Jahrhundert, erneuert nach Brand 1591, umgestaltet 1711; mit Ausstattung | D-5-74-135-8 Wikidata  | weitere Bilder           |
| Kirchplatz 2; Kirchplatz 4 (Standort)                             | Torhaus                                              | Massiver Walmdachbau mit Fachwerkobergeschoss, im Kern 15. Jahrhundert Friedhofsbefestigung: Kalkbruchstein, im Kern 15. Jahrhundert | D-5-74-135-9 Wikidata  | weitere Bilder           |
| Kirchplatz 3 (Standort)                                           | Schulhaus                                            | Zweiflügeliger, zweigeschossiger Ziegelsteinbau mit Satteldach und bossiertem Sockelgeschoss, 1886/87 | D-5-74-135-80 Wikidata | weitere Bilder           |
| Kirchplatz 4 (Standort)                                           | Frühmesnerhaus                                       | zweigeschossiger Traufseitbau mit Satteldach, Fachwerk, dendrochronologisch datiert 1567, nach Norden erweitert um 1700, modern bezeichnet „1781“; auf spätmittelalterlicher Friedhofsmauer aufgesetzt | D-5-74-135-10 Wikidata | weitere Bilder           |
| Kirchplatz 8 (Standort)                                           | Ehemaliges Wohnstallhaus                             | Zweigeschossiger Satteldachbau mit Fachwerkobergeschoss und -giebel, über älterem Kern neu errichtet nach 1831 Scheune: verputzter Fachwerkbau, 18./frühes 19. Jahrhundert | D-5-74-135-11 Wikidata | Ehemaliges Wohnstallhaus |
| Kleines Schloss 1 (Standort)                                      | Wohnhaus                                             | Zweigeschossiger Giebelbau mit Frackdach und Fachwerkobergeschoss und -giebel, 2. Hälfte 18. Jahrhundert Scheune: eingeschossiger Fachwerkbau mit Steilsatteldach, 2. Hälfte 18. Jahrhundert; zur Schlossherrschaft gehörig | D-5-74-135-84          | BW                       |
| Kleines Schloss 2 a; Kleines Schloss 2 b; Nähe Schloss (Standort) | Schlossökonomie                                      | Sogenanntes Kleines Schloss: zweigeschossiger langgestreckter und verputzter Kalksteinbau mit Halbwalmdach, 18. Jahrhundert, nördlich außerhalb der Ummauerung Rest des ehemaligen Wasserschlosses: Sockel-Fundament, mittelalterlich, von Weiher umgeben | D-5-74-135-12 Wikidata | BW                       |
| Pfarrgasse 1; Pfarrgasse 3 (Standort)                             | Pfarrhaus                                            | Zweigeschossiger massiver Walmdachbau, bezeichnet „1840“ Scheune: Fachwerkbau, 18./19. Jahrhundert Hühnerstall: Fachwerkbau, 19. Jahrhundert | D-5-74-135-81 Wikidata | weitere Bilder           |
| Schloss 1; Schloss 4; Schloss 2; Schloss 3 (Standort)             | Herrensitz                                           | Sogenanntes Tetzelschloss: dreigeschossiger, verputzter Sandsteinbau über L-förmiger Grundlinie, mit Satteldächern und Schleppgauben, am Hauptflügel polygonaler Treppenturm mit Kuppelhelm, von Wolf Jacob Stromer, 1590–95, Veränderungen 1777 und 1822–25; mit Ausstattung Voitenhaus: zweigeschossiger, verputzter Satteldachbau mit Schleppgauben, um 1700 Scheune: eingeschossiger Massivbau mit mächtigem Steilsatteldach und Schleppgauben, 18. Jahrhundert, an der Nordwestseite Scheune: eingeschossiger Massivbau mit Satteldach, 18. Jahrhundert, an der Südostseite Schlossmauer: verputztes Mauerwerk mit Satteldachabschluss, Stützpfeilern und Korbbogentor mit getrepptem Satteldachaufsatz, Ende 16./17. Jahrhundert Hofmauer: verputztes Mauerwerk mit Satteldach und Stichbogentor mit Wappenrelief, bezeichnet „1590“ | D-5-74-135-13 Wikidata | weitere Bilder           |
| Siegersdorfer Straße; Ziegelhölzchen (Standort)                   | Alter Sportplatz                                     | Stützmauer und Inschrift sowie kleine Tribüne, bezeichnet „1936“ | D-5-74-135-82 Wikidata | BW                       |
| Stöppacher Straße 2 (Standort)                                    | Wohnhaus                                             | Zweigeschossiger Satteldachbau, Obergeschoss und Giebel Fachwerk, 18. Jahrhundert | D-5-74-135-17          | BW                       |

### Kleedorf
| Lage                   | Objekt                   | Beschreibung                                                            | Akten-Nr.              | Bild |
| ---------------------- | ------------------------ | ----------------------------------------------------------------------- | ---------------------- | ---- |
| Kleedorf 8 (Standort)  | Ehemaliges Wohnstallhaus | Eingeschossiger Satteldachbau mit Fachwerkgiebel, 17./18. Jahrhundert   | D-5-74-135-45 Wikidata | BW   |
| Kleedorf 11 (Standort) | Scheune                  | Fachwerkbau mit Satteldach, 19. Jahrhundert                             | D-5-74-135-46          | BW   |
| Kleedorf 12 (Standort) | Scheune                  | Satteldachbau mit reichem Giebelfachwerk, zweite Hälfte 17. Jahrhundert | D-5-74-135-47 Wikidata | BW   |

### Kreppling
| Lage                   | Objekt                   | Beschreibung | Akten-Nr.              | Bild           |
| ---------------------- | ------------------------ | --- | ---------------------- | -------------- |
| Kreppling 1 (Standort) | Ehemaliges Wohnstallhaus | Massiver erdgeschossiger Steildachbau, zum Teil mit Ständerbohlen-Konstruktion, mit Fachwerkgiebel, im Kern von 1630 (dendrochronologisch datiert), bezeichnet „1835“ | D-5-74-135-79 Wikidata | weitere Bilder |

### Menschhof
| Lage                   | Objekt       | Beschreibung                                                                                      | Akten-Nr.              | Bild |
| ---------------------- | ------------ | ------------------------------------------------------------------------------------------------- | ---------------------- | ---- |
| Menschhof 2 (Standort) | Kornspeicher | Zweigeschossiger Satteldachbau mit Fachwerkobergeschoss und -giebel, erste Hälfte 19. Jahrhundert | D-5-74-135-49 Wikidata | BW   |

### Morsbrunn
| Lage                     | Objekt                   | Beschreibung | Akten-Nr.              | Bild |
| ------------------------ | ------------------------ | --- | ---------------------- | ---- |
| Morsbrunn 5 (Standort)   | Wohnstallhaus            | Zweigeschossiger Satteldachbau mit Fachwerkobergeschoss und -giebel Fachwerk, wohl erste Hälfte 19. Jahrhundert Scheune: zweigeschossiger Satteldachbau mit einseitigem Überstand und Fachwerkobergeschoss und -giebel, zum Teil verputzt, 19. Jahrhundert | D-5-74-135-50 Wikidata | BW   |
| Morsbrunn 9 a (Standort) | Scheune                  | Fachwerkbau mit Satteldach, erste Hälfte 19. Jahrhundert | D-5-74-135-51 Wikidata | BW   |
| Morsbrunn 12 (Standort)  | Ehemaliges Wohnstallhaus | Zweigeschossiger Steildachbau, Obergeschoss und Giebel Fachwerk, 19. Jahrhundert | D-5-74-135-52 Wikidata | BW   |
| Morsbrunn 13 (Standort)  | Ehemaliges Wohnstallhaus | Zweigeschossiger Steildachbau, Obergeschoss und Giebel Fachwerk, 19. Jahrhundert | D-5-74-135-53          | BW   |

### Oberkrumbach
| Lage                                        | Objekt                                               | Beschreibung | Akten-Nr.              | Bild |
| ------------------------------------------- | ---------------------------------------------------- | --- | ---------------------- | ---- |
| Oberkrumbach 5 (Standort)                   | Ehemaliges Wohnstallhaus                             | Eingeschossiger Steildachbau mit Fachwerkgiebel, Ende 18. Jahrhundert/Anfang 19. Jahrhundert | D-5-74-135-56 Wikidata | BW   |
| Oberkrumbach 9 (Standort)                   | Gasthaus                                             | Stattlicher Steildachbau, im Kern Anfang 18. Jahrhundert, Fachwerkobergeschoss aufgestockt, bezeichnet „1822“ | D-5-74-135-57 Wikidata | BW   |
| Oberkrumbach 10 (Standort)                  | Ehemaliges Wohnstallhaus                             | Eingeschossiger Steildachbau, Giebel mit reichem Fachwerk, 18. Jahrhundert | D-5-74-135-58 Wikidata | BW   |
| Oberkrumbach 15 (Standort)                  | Ehemaliges Wohnstallhaus                             | Zweigeschossiger Massivbau, Giebel mit reichem Fachwerk, im Kern 18. Jahrhundert, erweiternder Umbau frühes 19. Jahrhundert                                                                                          | D-5-74-135-59 Wikidata | BW   |
| Oberkrumbach 18 (Standort)                  | Ehemaliges Wohnstallhaus                             | Eingeschossiger Massivbau mit Fachwerkgiebel, 18. Jahrhundert, rückseitig aufgestockt im späten 19. Jahrhundert/frühen 20. Jahrhundert Scheune: Fachwerkbau, 19. Jahrhundert                                         | D-5-74-135-60 Wikidata | BW   |
| Oberkrumbach 21 (Standort)                  | Ehemaliges Wohnstallhaus                             | Obergeschoss und Giebel Fachwerk, erste Hälfte 19. Jahrhundert Scheune: Ziegelbau, 19. Jahrhundert Backofen: 19. Jahrhundert                                                                                         | D-5-74-135-62 Wikidata | BW   |
| Oberkrumbach 35 (Standort)                  | Ehemaliges Wohnstallhaus                             | Zweigeschossiger Frackdachbau mit Fachwerkobergeschoss und -giebel, Anfang 19. Jahrhundert | D-5-74-135-63 Wikidata | BW   |
| Oberkrumbach 38 (Standort)                  | Evangelisch-Lutherische Pfarrkirche Sankt Margaretha | Mittelalterliche Chorturmanlage, Langhaus mit Satteldach, rechteckiger Chorturm mit Spitzhelm, Turm und Langhausmauern noch 14. Jahrhundert, Turmerneuerung 1694, Langhausumbau 1729; mit Ausstattung                | D-5-74-135-55 Wikidata | BW   |
| Oberkrumbach 74; In Oberkrumbach (Standort) | Ehemaliges Wohnstallhaus                             | Eingeschossiger Steildachbau mit reichem Fachwerkgiebel, 18. Jahrhundert Scheune: Fachwerkbau mit Satteldach, innen bezeichnet „1781“ Scheune: Fachwerkbau auf Bruchsteinsockel, mit Satteldach, 18./19. Jahrhundert | D-5-74-135-61 Wikidata | BW   |

### Steinensittenbach
| Lage                           | Objekt                   | Beschreibung | Akten-Nr.              | Bild                     |
| ------------------------------ | ------------------------ | --- | ---------------------- | ------------------------ |
| Steinensittenbach 1 (Standort) | Ehemaliges Wohnstallhaus | Zweigeschossiger Satteldachbau, Obergeschoss und Giebel Fachwerk, zweite Hälfte 19. Jahrhundert Scheune: Fachwerkgiebel, 19. Jahrhundert | D-5-74-135-64 Wikidata | Ehemaliges Wohnstallhaus |
| Steinensittenbach 4 (Standort) | Wohnstallhaus            | Obergeschoss mit Fachwerk, 17./18. Jahrhundert Scheune: stattlicher Satteldachbau, Obergeschoss und Giebel Fachwerk, 18./19. Jahrhundert | D-5-74-135-65 Wikidata | BW                       |

### Stöppach
| Lage                   | Objekt                   | Beschreibung | Akten-Nr.              | Bild |
| ---------------------- | ------------------------ | --- | ---------------------- | ---- |
| Stöppach 4 (Standort)  | Wohnstallhaus            | Eingeschossiger Steildachbau, ehemals bezeichnet „1670“, verändert zweite Hälfte 18. Jahrhundert Scheune: Ständerbohlenbau mit steilem Satteldach und verbretterten Giebeln, östliche Traufseite in Fachwerk, erstes Drittel 17. Jahrhundert | D-5-74-135-68 Wikidata | BW   |
| Stöppach 5 (Standort)  | Ehemaliges Wohnstallhaus | Eingeschossiger Satteldachbau mit Fachwerkgiebel, Reste von Blockfachwerk unter Verputz, 17./18. Jahrhundert | D-5-74-135-69 Wikidata | BW   |
| Stöppach 11 (Standort) | Ehemaliges Wohnstallhaus | Zweigeschossiger massiver Steildachbau mit Fachwerkgiebel, 19. Jahrhundert | D-5-74-135-71 Wikidata | BW   |

### Unterkrumbach
| Lage                                         | Objekt                   | Beschreibung | Akten-Nr.              | Bild |
| -------------------------------------------- | ------------------------ | --- | ---------------------- | ---- |
| In Unterkrumbach (Standort)                  | Scheune                  | Fachwerkbau mit Satteldach, 19. Jahrhundert | D-5-74-135-74          | BW   |
| Unterkrumbach 4 (Standort)                   | Ehemaliges Wohnstallhaus | Zweigeschossiger Satteldachbau, Sandstein mit Fachwerk, Mitte 19. Jahrhundert                                                                                            | D-5-74-135-72 Wikidata | BW   |
| Unterkrumbach 5 (Standort)                   | Ehemaliges Wohnstallhaus | Zweigeschossiger Sandsteinbau mit Steilsatteldach, Obergeschoss mit Fachwerk, 19. Jahrhundert                                                                            | D-5-74-135-73 Wikidata | BW   |
| Unterkrumbach 20; Unterkrumbach 1 (Standort) | Wohnstallhaus            | Zweigeschossiger Satteldachbau, Erdgeschoss Sandsteinquader, Obergeschoss und Giebel Fachwerk, 19. Jahrhundert Scheune: Fachwerkbau mit Steilsatteldach, 19. Jahrhundert | D-5-74-135-75 Wikidata | BW   |

## Ehemalige Baudenkmäler
| Lage                            | Objekt                   | Beschreibung | Akten-Nr.              | Bild |
| ------------------------------- | ------------------------ | --- | ---------------------- | ---- |
| Morsbrunn 17 (Standort)         | Wohnstallhaus            | Zweigeschossiger Satteldachbau, Obergeschoss und Giebel Fachwerk, um 1867 Scheune: Fachwerkbau mit Satteldach, 18. Jahrhundert | D-5-74-135-54 Wikidata | BW   |
| Steinensittenbach 14 (Standort) | Ehemaliges Wohnstallhaus | Eingeschossiger Steildachbau, verputzter Fachwerkgiebel, bezeichnet „1859“, im Kern 18. Jahrhundert                            | D-5-74-135-67 Wikidata | BW   |